# Toxicoscordion
Toxicoscordion es un género de plantas con flores perteneciente a la familia Melanthiaceae. Es originario del centro y oeste de Canadá hasta el norte de México. Comprende 40 especies descritas y de estas, solo 8 aceptadas.

## Taxonomía
El género fue descrito por Per Axel Rydberg y publicado en Bulletin of the Torrey Botanical Club 30(5): 272–273. 1903. La especie tipo es: Toxicoscordion intermedium (Rydb.) Rydb.   

## Especies aceptadas
A continuación se brinda un listado de las especies del género Toxicoscordion aceptadas hasta julio de 2015, ordenadas alfabéticamente. Para cada una se indica el nombre binomial seguido del autor, abreviado según las convenciones y usos.	
- Toxicoscordion brevibracteatum (M.E.Jones) R.R.Gates, J. Linn. Soc., Bot. 44: 158 (1918).
- Toxicoscordion exaltatum (Eastw.) A.Heller, Muhlenbergia 6: 83 (1910).
- Toxicoscordion fontanum (Eastw.) Zomlefer & Judd, Novon 12: 305 (2002).
- Toxicoscordion fremontii (Torr.) Rydb., Bull. Torrey Bot. Club 30: 273 (1903).
- Toxicoscordion micranthum (Eastw.) A.Heller, Muhlenbergia 6: 83 (1910).
- Toxicoscordion nuttallii (A.Gray) Rydb., Bull. Torrey Bot. Club 30: 272 (1903).
- Toxicoscordion paniculatum (Nutt.) Rydb., Bull. Torrey Bot. Club 30: 272 (1903).
- Toxicoscordion venenosum (S.Watson) Rydb., Bull. Torrey Bot. Club 30: 272 (1903).